# 1992 OZ9
1992 OZ9 är en asteroid i huvudbältet som upptäcktes den 30 juli 1992 av den belgiske astronomen Henri Debehogne och den spanske astronomen Álvaro López-García vid La Silla-observatoriet.
Den har den diameter på ungefär 28 kilometer och den tillhör asteroidgruppen Hilda.